# Bourliquet
Bourliquet ou Le Bourliquet est un hameau du village de Frasnes-lez-Buissenal situé en Wallonie dans l'entité de Frasnes-lez-Anvaing.

## Situation
Le hameau se trouve sur les hauteurs du village de Frasnes à proximité de bois de Martimont. On y accède par une route très pentue, impraticable lorsqu'il y a de la neige. La route qui y mène et une ancienne voie romaine allant de la mer vers l'intérieur des terres.

## Patrimoine
La chapelle Notre-Dame du Suffrage.

## Cyclisme
Le Bourliquet est une côte souvent franchie lors de courses cyclistes sur route comme Kuurne-Bruxelles-Kuurne. Cette montée asphaltée mesure 1 400 m, a un pourcentage moyen de 6,8 % et une pente maximale de 15,3 %. Elle de dirige vers le nord depuis Frasnes-lez-Buissenal par la rue Favarte puis la rue Bourliquet vers le hameau de la Taillette.

## Galerie

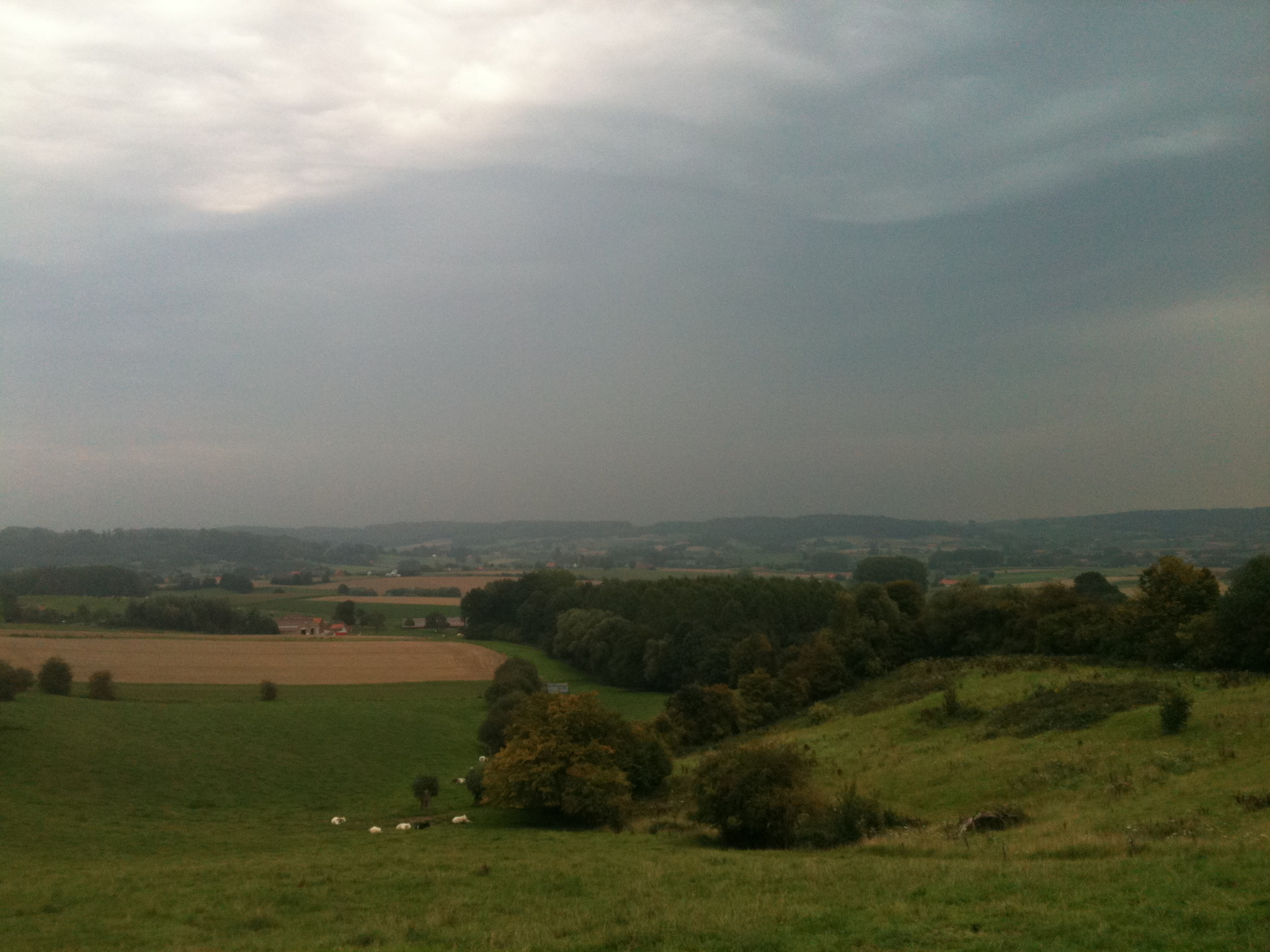
Vue des collines environnantes
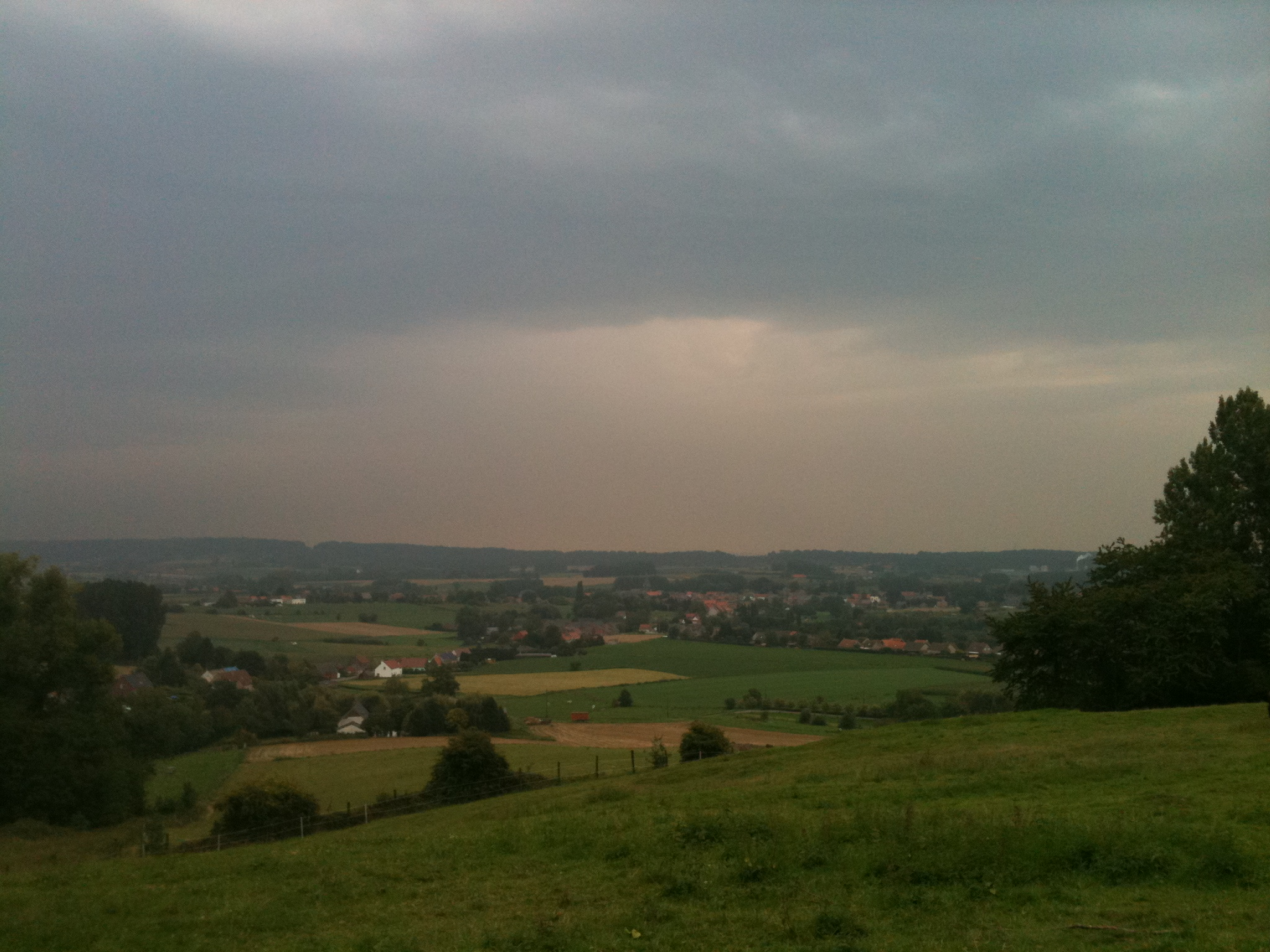
Vue sur Frasnes